# 奧斯科瓦河
奧斯科瓦河（烏克蘭語：Осикова），是烏克蘭的河流，位於該國東部，屬於沃夫恰河的左支流，發源自頓涅茨克西南面，河口處在庫拉霍韋，河道全長26公里，流域面積206平方公里。